# Marbéville
Marbéville település Franciaországban, Haute-Marne megyében. Lakosainak száma 100 fő (2022. január 1.). Marbéville Ambonville, Guindrecourt-sur-Blaise, Mirbel, Ormoy-lès-Sexfontaines, Sexfontaines, Soncourt-sur-Marne, Vignory és Colombey les Deux Églises községekkel határos.

## Népesség
A település népességének változása:
| Lakosok száma | 136  | 120  | 94   | 104  | 105  | 99   | 98   | 99   | 99   | 100  |
|               | 1968 | 1982 | 1990 | 2006 | 2013 | 2015 | 2017 | 2019 | 2020 | 2022 |